# パラマウントベッドホールディングス
パラマウントベッドホールディングス株式会社（PARAMOUNT BED HOLDINGS CO., LTD.）は、家庭用ベッド、医療用ベッドなどを取り扱うパラマウントベッド株式会社などパラマウントベッドグループを統括する持株会社。

## 概要
前身の木村興産株式会社は、パラマウントベッドの創業家である木村家の資産管理会社であり、パラマウントベッドの20%超の株式を有する筆頭株主でもあった。グループ戦略機能の強化等を理由に持株会社体制への移行をめざし、商号変更の上、2011年10月1日に株式交換等によりパラマウントベッド等の事業会社を完全子会社とした。2012年3月時点においても当社の株式の40%は木村家が保有している。

## 沿革
- 1982年10月 木村興産株式会社として設立。
- 2011年2月 パラマウントベッドホールディングス株式会社に商号変更。
- 2011年2月 株式交換により パラマウントベッド株式会社を完全子会社とすること等を発表[2]。
- 2011年10月 株式交換によりパラマウントベッド株式会社を完全子会社とするとともに、パラマウントベッド株式会社の子会社であったパラマウントケアサービス株式会社（サンネットワーク株式会社を商号変更）及びパラテクノ株式会社を、現物配当により完全子会社とする。

## グループ会社
- パラマウントベッド株式会社
- パラマウントケアサービス株式会社
- パラテクノ株式会社